# Emeritus
Az emeritus nyugalmazott professzorok, püspökök vagy egyéb tisztségű személyek címében használatos melléknév. Női formája nem létezik, mivel a latin ragozás nem a biológiai nemet, hanem a nyelvtani nemet követi, és azok a tisztségek, amelyekben ezt a címet szokás adni (professor, episcopus, director) hímneműek. A kifejezést nyugalmazott, fontos tisztséget betöltő személyek esetén alkalmazzák, hogy címét továbbra is használhassa. Ez különösen hasznos, ha a nyugalmazottnak továbbra is közszerepet kell betöltenie.
Az emeritus melléknevet legtöbbször a cím után írjuk, de kerülhet a cím elé is. A szó latin eredetű, a 18. század közepén keletkezett. A latin emereri ige participiumából származik, melynek jelentése: szolgálattal elbocsátást kiérdemelni. Az emereri szó az e- prefixum (az ex- prefixum módosulata, jelentése: ki-) és a merēre ige (jelentése: érdemelni) összetételéből származik. Az emeritus szót mindig a tisztséghez kapcsoljuk, például Kis János, az …-i egyetem professor emeritusa.
Az emeritus kifejezés nem jelenti azt, hogy az adott személy mindenfajta szakmai tevékenységtől visszavonult.

## Lásd még
- Professor emeritus